# Vysoká hole
Die Vysoká hole (deutsch Hohe Heide) ist mit 1465 m der zweithöchste Berg des Hohen Gesenke (Hrubý Jeseník) und der zweithöchste Berg Mährisch Schlesiens. Im Gipfelbereich stehen eine Schutzhütte und ein Grenzstein aus Sandstein  von 1681, der die historische Grenze zwischen Mähren und Schlesien bezeichnet.

## Topographie
Die Hohe Heide bildet zusammen mit dem Peterstein (Petrovy kameny) eine Doppelspitze. Am Osthang der Hohen Heide finden sich Spuren eiszeitlicher Vergletscherung. Am Südhang der Hohen Heide befindet sich der Große Kessel (Velký kotel) oberhalb der Kesselwiese. Nachbarberg der Hohen Heide im Osten ist der Schwarzhübel (Temná). Nach Südosten erstreckt sich ein Grat über den Heiligenhübl zum Velký Máj (Großer Maiberg). Im Westen unterhalb der Hohen Heide entspringt das Bärenwasser (Medvědí důl). Nach Westen erstreckt sich ein Grat mit den Gipfeln Großer Seeberg (Velká Jezerná) und Kleiner Seeberg (Malá jezerná) hinüber zum Brünlberg (Mravenečník).

## Geschichte
In den Jahren von 1919 bis 1922 fanden dort Artillerieübungen der tschechoslowakischen Armee statt, nach denen mehrere hundert Krater am Südhang verblieben.
In den Jahren von 1943 bis 1944 baute die Organisation  Todt eine Radarbasis vom Typ Würzburg mit dem Codenamen Nebelhorn auf dem Berg. Das Radar hatte eine Reichweite von 75 km und war eine große Bedrohung für die US-Bomber. Der einzige Überrest der Anlage ist einer der Betonsockel für das Radar.
Am 27. Februar 1950  stürzte eine Douglas DC-3 der Czechoslovak Airlines, Registrierung OK-WDY, auf der Hohen Heide ab.